# Dogmatska teologija
Dogmatska teologija (dogmatika) teološka je disciplina koja proučava objavljene vjerske istine ili temeljne sadržaje vjere (dogme), što se odnose na unutarnji Božji život i na njegovo djelovanje u svijetu.

## Naziv
Dogmatska teologija dobiva svoje ime od grčke i latinske riječi "dogme" koja znači "nauk ili doktrina". Odnosi se na službenu teologiju priznatih organiziranih crkvenih tijela, kao što su Rimokatolička Crkva, Nizozemska Reformirana crkva i druge. 

## Povijest
Pojam dogmatske teologije prvi put se pojavio 1659. u naslovu knjige L. Reinhardta, a termin se počeo više koristiti nakon reformacije i bio je korišten za označavanje članaka vjere, koje je Crkva službeno formulirala. Dobar primjer dogmatske teologije su doktrinarne izjave ili dogme, koje su formulirane od ranih crkvenih sabora, koji su nastojali riješiti teološke probleme, te se izjasniti protiv heretička učenja. Vjerovanja ili dogme koje su došle odlukom crkvih vlasti smatraju se autoritativnim i obvezujućim za sve kršćane, jer ih je Crkva službeno potvrdila. Jedan od ciljeva dogmatske teologije je omogućiti crkvenom tijelu formuliranje doktrina, koje se smatraju nužnim za kršćanstvo i protiv hereze. 
Prema sadržaju koji obrađuje, dogmatika se dijeli na više grana: na učenje o Trojstvu i stvaranju, o Kristu (kristologija), o otkupljenju i milosti (soteriologija), o Crkvi (ekleziologija), o vrhunaravnoj budućnosti (eshatologija), o sakramentima (sakramentologija) i druge. U novije doba nastaju nove grane koje istražuju odnos vjere prema problemima suvremenog svijeta (teologija oslobođenja) ili prema pojedinim kulturama.
Dogmatska se teologija ponekad podudara sa sustavnom teologijom. Ta dva pojma se s vremena na vrijeme koriste naizmjenično. Međutim, postoje suptilne, ali važne razlike između ta dva pojma. Da bismo razumjeli razliku između sustavne teologije i dogmatske teologije, važno je primijetiti da pojam "dogme", naglašava ne samo izjave iz Pisma, već i crkvene, autoritativne potvrde tih izjava. Temeljna razlika između sustavne teologije i dogmatskih teologija je ta, da sustavna teologija ne zahtijeva službene sankcije ili potvrdu od strane Crkve ili crkvenog tijela, dok je dogmatska teologija izravno povezana s određenim crkvenim tijelom ili denominacijom. Dogmatska teologija normalno govori iste doktrine i često koristi istu strukturu kao sustavna teologija, ali ne tako da je s određenim teološkim stavom, povezana određena denominacija ili Crkva.

## Osnovne zadaće
Osnovna je zadaća cjeloviti izložiti kršćansku vjeru na osnovi znanstvenih kriterije, metodološki prikladno i svojstveno teološkom istraživanju.

## Cilj
Cilj je da bude što veća približnost i sigurnost u govoru o Bogu, o otajstvima i stvarnostima vjere.

## Proučavanje
Proučavanje dogmatske teologije obično čine dva dijela: "pozitivni" i "sustavni" ili spekulativni.
"Pozitivni" dio proučavanja sadrži biblijski, otački i povijesno-dogmatski prikaz određene teme.
Spekulativni dio obrađuje se neka središnja istina kršćanske vjere, prema svojevrsnom arhitektonskom principu, kao istina oko koje i iz koje se razvijaju sve ostale. Nakon toga se sukladno s hermeneutičkim načelom kao sredstvom preuzetim iz filozofije ili iz kulture općenito, nastoji kršćansku istinu tumačiti suvremenom čovjeku razumljivim jezikom. Važno je da teolog pozorno sluša, razlučuje i tumači izražaje suvremenom doba te da ih znade prosuditi u svjetlu Riječi Božje, radi boljeg shvaćanja objavljene istine među ljudima, da bi ona bila razumljivija i za ju predstaviti na odgovarajući način.
Proučavanje dogmatske teologije dijeli se na više traktata kao što su:
- teološka gnoseologija
- uvod u dogmatsku teologiju
- nauk o Bogu i o trinitarnom otajstvu
- kristologija-soteriologija
- teološka antropologija (danas obično obuhvaća teme protologije, antropologije, teologije milosti, eshatologije)
- mariologija
- ekleziologija
- sakramentalna teologija i dr.

## Vanjske poveznice
Mrežna mjesta
- Katedra dogmatske teologije  Arhivirana inačica izvorne stranice od 5. ožujka 2016. (Wayback Machine), Katolički bogoslovni fakultet u Zagrebu
- Ivica Raguž, Što je dogmatska teologija?, Katolički bogoslovni fakultet u Đakovu